# Hermann Dix
Ludwig Hermann Dix (* 18. Februar 1838 in Zwickau; † 22. Oktober 1908 in Zittau) war ein deutscher Lehrer und Autor.

## Leben und Wirken
Nachdem er die Zwickauer Bürgerschule absolviert hatte, besuchte der Sohn eines Tischlermeisters 1852 die Gewerbeschule Chemnitz und anschließend, durch seine Lehrer ermuntert, ab Ostern 1856 noch die Polytechnische Schule in Dresden, um die theoretischen Studien für Maschinenbau und mechanische Technik fortzusetzen. 1860 bezog er die Universität Leipzig, um in Mathematik und Physik die nötige wissenschaftliche Ausbildung zu erlangen, die zu einer ständigen Anstellung für das höhere Schulamt erforderlich war.
Im Anschluss war er ab 1864 Oberlehrer für Physik und Mechanik am Johanneum in Zittau tätig. Zeitweise war Dix in Zittau als Interimsdirektor der Baugewerkenschule eingesetzt. Später wurden ihm die Titel Professor und Studienrat verliehen und er war als Konrektor und Professor für Mathematik, Physik und darstellende Geometrie am Johanneum tätig.
Die Schriftstellerin Anna Enders-Dix (* 23. Juni 1874 in Zittau; † 13. Juli 1947 in Weischlitz) war seine jüngste Tochter. Sie war aus der 1865 geschlossene Ehe mit Amalie Oehmichen aus Nerchau hervorgegangen.

## Schriften (Auswahl)
- Über das Pendel. Mit 2 Figurentafeln. Menzel, Zittau, 1871.
- Über das Pendel. Mit 2 Figurentafeln. In: Programm des Johanneums zu Zittau, Zittau, 1878. S. 1–52.
- Christian Pescheck, ein vielgenannter und für seine Zeit wohlverdienter mathematisch-pädagogischer Schriftsteller. Ein Beitrag zur Geschichte des Zittauer Gymnasiums. Zittau, 1879.